# Korea Financial Investment Association
Корейская ассоциация финансов и инвестиций (KOFIA, Хангыль: 금융투자협회)-некоммерческая, саморегулируемая организация (СРО) в Южной Корее, основанная, в соответствии с Законом о финансовых инвестициях и рынках капитала. Она была создана 4 февраля 2009 года в результате слияния Корейской ассоциации дилеров ценных бумаг, Корейской ассоциации фьючерсов и Ассоциации управления активами Кореи.

## Обзор
Задачи КАФИ состоят в том, чтобы обеспечить справедливую практику ведения бизнеса среди членов, справедливую торговлю ценными бумагами и защиту инвесторов, а также развитие рынка капитала и финансовых инвестиций в стране.
КАФИ выполняет пять основных функций: саморегулирование, управление рынком, совершенствование индустрии финансовых инвестиций, образование и обучение профессионалов, а также укрепление здоровой инвестиционной культуры. В качестве основного СРО КАФИ контролирует широкий спектр областей в корейской финансовой инвестиционной отрасли. Все компании по ценным бумагам, управлению активами и фьючерсам в Корее являются членами КАФИ и подлежат саморегулируемым операциям КАФИ.
После образования Корейской ассоциации участников фондового рынка, КАФИ теперь работает свободно за границей, на внебиржевом рынке США и рынке облигаций. КАФИ предлагает такие услуги, как вынесение рекомендаций по вопросам политики, предоставление услуг и руководство процессом глобализации корейской финансовой индустрии.
Используя Корейский институт финансовых инвестиций, КАФИ подготавливает специалистов в области финансов и инвестиций. Являясь одним из основателей Международного форума по обучению инвесторов, КАФИ создала Корейский совет по обучению инвесторов, который работает над созданием здоровой инвестиционной культуры. KАФИ состоит из 244 участников на конец июля 2009 года. КАФИ также ведет  контроль за выдачи лицензий специалистов в сфере инвестиций, таких как сертифицированные консультанты по инвестициям и ценным бумагам и сертифицированные инвестиционные консультанты по деривативам.

## История
Закон о финансовых инвестициях в Корее и Закон о рынках капитала был принят для продвижения корейского финансового рынка за счет улучшения конкурентного преимущества на рынке капитала и финансовых инвестиций в стране. В ответ Корейская ассоциация дилеров ценных бумаг, Ассоциация управления активами Кореи и Корейская фьючерсная ассоциация объединились в Корейскую ассоциацию финансов и инвестиций (КАФИ) в феврале 2009 года.

## Внешние ссылки
- Корейская ассоциация финансов и инвестиций